# Uzeničky
Uzeničky falu és önkormányzat (obec) Csehország Dél-csehországi kerületének Strakonicei járásában. Területe 9,75 km², lakosainak száma 136 (2008. 12. 31). A falu Strakonicétől mintegy 26 km-re északra, České Budějovicétől 69 km-re északnyugatra, és Prágától 75 km-re délnyugatra fekszik.
A település első írásos említése 1364-ből származik.

## Az önkormányzathoz tartozó települések
- Černívsko
- Uzeničky

## Népesség
A település népessége az elmúlt években az alábbi módon változott:
| Lakosok száma | 414  | 408  | 332  | 260  | 203  | 141  | 122  | 122  | 115  | 117  |
|               | 1869 | 1890 | 1921 | 1950 | 1980 | 2001 | 2017 | 2019 | 2022 | 2024 |